# Prophets of Rage

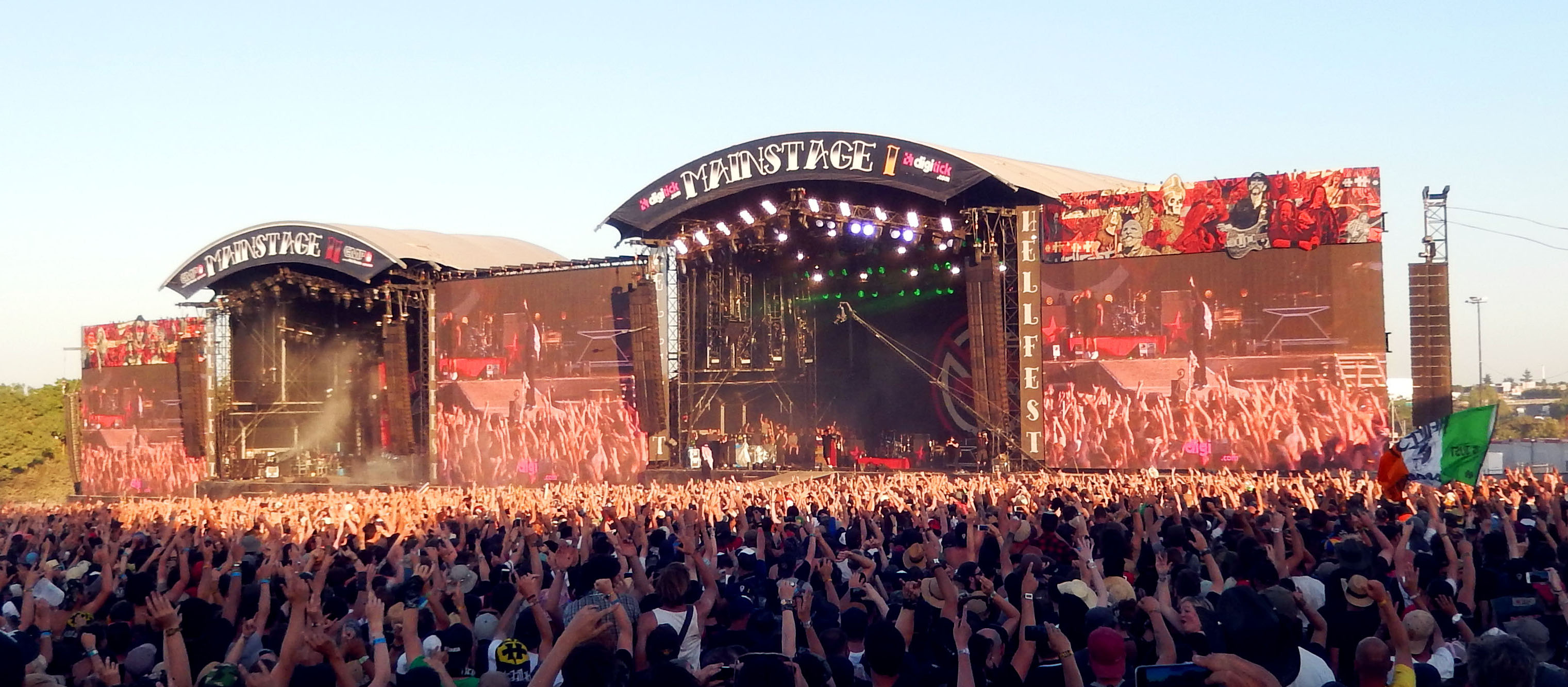
Prophets of Rage au Hellfest 2017

Prophets of Rage est un supergroupe de rap metal américain, originaire de Los Angeles, en Californie. Le groupe est constitué de trois des quatre membres de Rage Against the Machine : le guitariste Tom Morello qui a l'idée du nouveau groupe, le bassiste Tim Commerford et le batteur Brad Wilk, ainsi que de DJ Lord et Chuck D de Public Enemy, et B-Real de Cypress Hill,,.
Le groupe tire son nom de Prophets of Rage, l'un des morceaux de Public Enemy qui figure sur leur album de 1988, It Takes a Nation of Millions to Hold Us Back.
Le 2 novembre 2019, le groupe se dissout à la suite de l'annonce du retour de Rage Against The Machine en 2020.

## Biographie
Politisé, Prophets of Rage est formé en réaction à la campagne électorale présidentielle de 2016 aux États-Unis qui voit la victoire de Donald Trump. Tom Morello est à l'origine du groupe, contactant Chuck D via sa femme qui est très impliquée dans les droits des minorités aux États-Unis et contre la discrimination, B-Real avec qui ils avaient déjà évoqué le projet de travailler ensemble, Morello disant à B Real « Le peuple a besoin d'une voix tout de suite. Les gens ont besoin d'écouter ces chansons; un message ». Morello déclare que « nous ne sommes pas un supergroupe. Nous sommes une force d'intervention d'élite de musiciens révolutionnaires déterminés à combattre cette montagne de merde d'année électorale ». Le groupe donne son premier concert le 31 mai 2016 au Whisky a Go Go de West Hollywood. Il prévoit également de jouer le 19 juillet 2016 en marge de la convention du Parti républicain qui se tient à Cleveland du 18 au 21 juillet 2016 et qui doit désigner Donald Trump comme candidat à l'élection présidentielle du 8 novembre 2016. La première tournée de Prophets of Rage est nommée Make America Rage Again (« Enragez l'Amérique de nouveau »), une déformation du slogan « Make America Great Again » de la campagne présidentielle de Trump, et doit être officiellement lancée le 19 août 2016 à Fairfax (Virginie).
Le catalogue musical de Prophets of Rage est composé des morceaux de Public Enemy, Cypress Hill et Rage Against the Machine, avec l'accord de celui qui était le chanteur de ce dernier groupe, Zack de la Rocha, qui a décliné l'invitation à se joindre à Prophets of Rage. Le groupe joue également un medley de No Sleep 'Til Brooklyn des Beastie Boys et de Fight the Power de Public Enemy.
Prophets of Rage sort son premier album éponyme, le 15 septembre 2017.
Le groupe se sépare le 2 novembre 2019.

## Discographie

### Albums studio
- 2017 : Prophets of Rage (Fantasy Records)

### EP
- 2016 : The Party's Over

### Singles
| Année                                           | Titre             | Meilleure position | Meilleure position | Album                 |
| Année                                           | Titre             | US Main.           | US Alt.            | Album                 |
| ----------------------------------------------- | ----------------- | ------------------ | ------------------ | --------------------- |
| 2016                                            | Prophets of Rage  | 4                  | 35                 | The Party's Over (EP) |
| 2017                                            | Unfuck the World  | —                  | —                  | Prophets of Rage      |
| 2017                                            | Living on the 110 | 16                 | —                  | Prophets of Rage      |
| 2017                                            | Radical Eyes      | —                  | —                  | Prophets of Rage      |
| « — » montre qu'aucun classement n'est atteint. |                   |                    |                    |                       |